# Ruf SCR 2018
La Ruf SCR 2018 est une voiture de sport produite par la marque allemande RUF depuis 2018.
Son style s’inspire de la 911 (964). Elle reprend le nom d’un ancien modèle Ruf commercialisé en 1978.

## Présentation
La Ruf SCR 2018, est équipée d'un 6 cylindres à plat 4.0 atmosphérique.
Les ailes arrière sont repris des modèles turbo.
Les feux avant et arrière sont équipés de la technologie à DEL.
Elle reprend les cinq compteurs traditionnels de 911.
Elle est équipée d'une sellerie en alcantara.

## Caractéristiques techniques
|                             | Ruf SCR 2018          |
| Moteur                      | 6 cylindres à plat    |
| Alimentation                | Atmosphérique         |
| Cylindrée (cm³)             | 4 000                 |
| Puissance maxi              | 503 ch (375 kW)       |
| Couple maxi                 | 470 N m               |
| Norme environnementale      | NC                    |
| Transmission                | Propulsion            |
| Boite de vitesses           | Manuelle à 6 rapports |
| Vitesse maxi                | 320 km/h              |
| 0-100 km/h                  | NC                    |
| Consommations (en L/100 km) | NC                    |
| Émissions de CO2 (en g/km)  | 324                   |
| Capacité du réservoir       | NC                    |
| Masse à vide (kg Eu)        | 1240                  |